# Нормальна форма Сміта
Нормальна форма Сміта — це діагональна (не обов'язково квадратна матриця над областю головних ідеалів, кожен наступний діагональний елемент якої ділиться на попередній. Будь-яку матрицю над областю головних ідеалів можна звести до нормальної форми Сміта множенням зліва і справа на оборотні матриці.

## Формулювання
Для будь-якої матриці {\displaystyle A} розміру {\displaystyle m\times n} над областю головних ідеалів {\displaystyle R} існують такі оборотні над {\displaystyle R} матриці {\displaystyle B} і {\displaystyle C}, що {\displaystyle BAC=diag(g_{1},g_{2},....,g_{p},0,...,0)}, де {\displaystyle g_{i+1}} ділиться на {\displaystyle g_{i}}. Тут {\displaystyle diag(g_{1},g_{2},....,g_{p},0,...,0)} позначає матрицю розміру {\displaystyle m\times n} з зазначеними діагональними елементами та іншими нулями.
Елементи {\displaystyle g_{i}} визначені із точністю до множення на оборотні елементи області {\displaystyle R} і можуть бути обчислені (із точністю до множення на оборотні елементи) за допомогою формули:
{\displaystyle g_{i}={\frac {d_{i}(A)}{d_{i-1}(A)}},}
де {\displaystyle d_{i}(A)} є найбільшим спільним дільником усіх ненульових {\displaystyle i\times i} мінорів матриці A, а {\displaystyle d_{0}(A):=1}. Ця рівність очевидна, якщо матриця уже є у нормальній формі Сміта оскільки єдиними ненульовими мінорами порядку {\displaystyle i\times i} є добутки деяких i елементів із послідовності {\displaystyle g_{1},\ldots ,g_{p}} і з властивостей подільності послідовних елементів цієї послідовності випливає, що у цьому випадку {\displaystyle d_{i}(A)=g_{1}\cdot g_{2}\cdot \ldots \cdot g_{i}} звідки відразу випливає формула.
У загальному випадку твердження є наслідком властивостей найбільших спільних дільників мінорів матриць: для матриці {\displaystyle A} розміру {\displaystyle m\times n} і оборотних матриць {\displaystyle B} і {\displaystyle C} відповідних порядків найбільший спільний дільник усіх ненульових {\displaystyle i\times i} мінорів матриці A є рівним найбільшому спільному дільнику усіх ненульових {\displaystyle i\times i} мінорів матриці {\displaystyle BA} і найбільшому спільному дільнику усіх ненульових {\displaystyle i\times i} мінорів матриці {\displaystyle AC.} Цю властивість можна довести за допомогою формули Біне — Коші з якої випливає, що кожен {\displaystyle i\times i} мінор матриці {\displaystyle BA} є сумою добутків деяких {\displaystyle i\times i} мінорів матриці {\displaystyle B} на {\displaystyle i\times i} мінори матриці {\displaystyle A}. Оскільки всі {\displaystyle i\times i} мінори матриці {\displaystyle A} діляться на {\displaystyle d_{i}(A)}, то і відповідні добутки мінорів і їх сума теж діляться на {\displaystyle d_{i}(A)}. Відповідно всі  {\displaystyle i\times i} мінори матриці {\displaystyle BA} діляться на {\displaystyle d_{i}(A)} і тому {\displaystyle d_{i}(BA)} ділиться на {\displaystyle d_{i}(A)}. Але {\displaystyle A=B^{-1}\cdot (BA)} тому аналогічно {\displaystyle d_{i}(A)} ділиться на {\displaystyle d_{i}(BA)} і {\displaystyle d_{i}(A)=d_{i}(BA).} Подібним чином {\displaystyle d_{i}(A)=d_{i}(AC)}  і разом також {\displaystyle d_{i}(A)=d_{i}(BAC),} тож ситуація зводиться до випадку матриць у нормальній формі Сміта. 

## Доведення
Доведення існування нормальної форми Сміта для кожної матриці над областю головних ідеалів випливає із властивостей цих областей. А саме кожен необоротний елемент {\displaystyle r\in R} де {\displaystyle R} є областю головних ідеалів може бути записаний як добуток незвідних елементів (або еквівалентно простих елементів, оскільки у областях головних ідеалів елемент є незвідним тоді і тільки тоді, коли він є простим): 
{\displaystyle r=r_{1}\cdot r_{2}\ldots \cdot r_{n},}
де елементи у добутку можуть повторюватися і розклад є єдиним із точністю до множення елементів на оборотні елементи і порядок елементів. Зокрема число n — кількість множників у розкладі елемента не залежить від конкретного розкладу. Це число називається довжиною елемента. 
У областях головних ідеалах існує поняття найбільшого спільного дільника. Зокрема якщо для двох необоротних елементів дано розклад на добуток незвідних елементів, то НСД є рівним добутку спільних множників (включаючи кратність і з точністю на множення на оборотні елементи) у цих розкладах. Найбільший спільний дільник визначений з точністю до множення на оборотні елементи, його означення можна дати для довільної скінченної кількості елементів і довжина НСД є не більшою, ніж довжина усіх елементів. Якщо для двох елементів {\displaystyle r,s\in R} елемент {\displaystyle d} є найбільшим спільним дільником, то існують елементи {\displaystyle x,y\in R} для яких {\displaystyle xr+ys=d} (тотожність Безу).

### Крок 1. Зведення до діагональної матриці
Нехай тепер {\displaystyle A} є матрицею розмірності {\displaystyle m\times n} над областю головних ідеалів {\displaystyle R}. Усі матриці одержані з {\displaystyle A} множенням зліва і справа на оборотні матриці називаються еквівалентними. Потрібно довести, що є еквівалентна матриця у нормальній формі Сміта. Оскільки нульова матриця уже є у формі Сміта можна вважати, що у матриці {\displaystyle A} існують ненульові елементи. Перестановкою рядків і стовпців матриці (тобто множенням відповідно зліва і справа на матриці перестановок) можна одержати еквівалентну матрицю у якої ненульовим є елемент у першому рядку і першому стовпці. Нехай це елемент {\displaystyle a}. Якщо при цьому елемент {\displaystyle b} у першому рядку і другому стовпці не є рівним нулю, то множенням на деяку матрицю справа можна досягнути заміни елемента {\displaystyle a} на найбільший спільний дільник {\displaystyle a} і {\displaystyle b}, а {\displaystyle b} на нуль. А саме нехай {\displaystyle d} є НСД елементів  {\displaystyle a} і {\displaystyle b}, а {\displaystyle xa+yb=d} є відповідною тотожністю Безу. Якщо {\displaystyle a=da',\ b=db'} то {\displaystyle xa'+yb'=1} і 
{\displaystyle (a,b)=(d,0){\begin{pmatrix}a'&b'\\-y&x\\\end{pmatrix}}}
і оскільки визначник вказаної матриці є рівним 1, то
{\displaystyle (d,0)=(a,b){\begin{pmatrix}x&-b'\\y&a'\\\end{pmatrix}}.}
Тобто помноживши справа на матрицю у якої елементи у перших двох стовпцях і рядках є {\textstyle {\begin{pmatrix}x&-b'\\y&a'\\\end{pmatrix}}}, усі інші діагональні елементи рівні 1, а всі інші недіагональні елементи рівні 0 одержуємо еквівалентну матрицю у якої перші два елементи першого рядка є {\displaystyle d} і 0. При цьому якщо {\displaystyle a} є найбільшим спільним дільником елементів  {\displaystyle a} і {\displaystyle b} то внаслідок цього перетворення перший стовпець не зміниться.
У такий же спосіб послідовно розглядаючи наступні елементи і модифікуючи матрицю на яку множиться справа так щоб елементи одержані із тотожності Безу були послідовно на першому і третьому, потім першому і четвертому рядках і стовпцях і т. д. одержуємо зрештою еквівалентну матрицю у якої першим елементом є найбільший спільний дільник усіх ненульових елементів першого рядка, а всі інші елементи першого рядка є рівні 0. Якщо при цьому якщо {\displaystyle a} був найбільшим спільним дільником усіх елементів першого рядка, то перший стовпець внаслідок цих перетворень не зміниться. В іншому випадку замість {\displaystyle a} на першому місці у першому рядку буде інший елемент строго меншої довжини.
Після цього подібним чином можна множенням на відповідні матриці зліва можна одержати еквівалентну матрицю у якої всі елементи першого стовпця крім першого є рівними нулю. Якщо на початку цього процесу перший елемент у стовпці не був НСД усіх елементів стовпця то в цій матриці елементи у першому рядку після першого можуть не бути рівними нулю але у цьому випадку довжина елемента на перетині перших стовпця і рядка знову зменшиться. 
У цьому випадку потрібно повторювати весь процес для першого рядка і потім можливо стовпця. Оскільки довжина елемента є скінченним числом то через скінченну кількість подібних кроків довжина елемента не буде зменшуватися. У цьому випадку всі елементи першого рядка і стовпця крім елемента на їх перетині будуть рівні нулю.
Далі процедуру потрібно повторити для підматриці одержаної матриці без перших рядка і стовпця. В результаті одержиться матриця де ненульовими у перших двох рядках і стовпцях будуть лише діагональні елементи. Продовжуючи по індукції процес завершиться після кроку p коли у одержаній матриці усі елементи окрім перших  p  діагональних будуть рівні 0 (це відбудеться найпізніше після {\displaystyle p=\min(m,n)}кроків).

### Крок 2. Впорядкування діагональних елементів
На цьому етапі одержана діагональна матриця, як у твердженні теореми але її діагональні елементи можуть не задовольняти умови подільності. Якщо перші два діагональні елементи є рівні {\displaystyle h_{1}} і {\displaystyle h_{2}} то з матричної рівності 
{\displaystyle {\begin{pmatrix}1&1\\0&1\\\end{pmatrix}}{\begin{pmatrix}h_{1}&0\\0&h_{2}\\\end{pmatrix}}={\begin{pmatrix}h_{1}&h_{2}\\0&h_{2}\\\end{pmatrix}}}
випливає, що помноживши одержану діагональну матрицю зліва на квадратну матрицю де ненульовими є лише діагональні елементи і елемент у першому рядку і другому стовпці, які всі є рівні 1 одержиться матриця, яка від початкової відрізняється лише елементом у першому рядку і другому стовпці, який є рівним {\displaystyle h_{2}}. Після застосування щодо першого рядка процесу із попереднього кроку одержиться матриця де перший елемент першого рядка є рівний найбільшому спільному дільнику {\displaystyle h_{1}} і {\displaystyle h_{2}}, а всі інші елементи першого рядка рівні 0. У другому рядку всі елементи крім перших двох є рівні 0, а перші два згідно формул перетворення діляться на {\displaystyle h_{2}}. Тоді після застосування процесу щодо першого стовпця єдиною зміною буде занулення першого елемента другого рядка. Таким чином результатом на цьому етапі буде діагональна матриця перший діагональний елемент якої ділить другий діагональний елемент.
Далі процес можна повторити для першого і третього рядків і стовпців і одержати еквівалентну діагональну матрицю у якої перший діагональний елемент якої ділить другий і третій діагональні елементи. Повторні застосування до наступних діагональних елементів дає еквівалентну діагональну матрицю у якій перший діагональний елемент ділить усі наступні. 
Далі процес можна повторити для другого діагонального елемента і всіх наступних. В одержаній після цих кроків матриці другий діагональний елемент ділить всі наступні. Додатково оскільки усі діагональні елементи на початку цього етану ділилися на перший діагональний елемент то і їх суми і добутки теж, відповідно після всього етапу одерджаний другий діагональний елемент теж ділиться на перший.
Продовжуючи цей процес до кінця можна одержати еквівалентну матрицю у нормальній формі Сміта.

## Приклад
Розглянемо матрицю елементами якої є цілі числа:
{\displaystyle {\begin{pmatrix}2&4&4\\-6&6&12\\10&4&16\end{pmatrix}}}
Процес зведення її до нормальної форми Сміта:
{\displaystyle \to {\begin{pmatrix}2&0&0\\-6&18&24\\10&-16&-4\end{pmatrix}}\to {\begin{pmatrix}2&0&0\\0&18&24\\0&-16&-4\end{pmatrix}}}
{\displaystyle \to {\begin{pmatrix}2&0&0\\0&2&20\\0&-16&-4\end{pmatrix}}\to {\begin{pmatrix}2&0&0\\0&2&20\\0&0&156\end{pmatrix}}}
{\displaystyle \to {\begin{pmatrix}2&0&0\\0&2&0\\0&0&156\end{pmatrix}}}
Отже нормальною формою Сміта початкової матриці є:
{\displaystyle {\begin{pmatrix}2&0&0\\0&2&0\\0&0&156\end{pmatrix}}}.

## Застосування
З теореми про нормальну форму Сміта випливає відома теорема про структуру скінченнопороджених модулів над областями головних ідеалів. Зокрема, якщо {\displaystyle R} — кільце цілих чисел, то з нормальної форми Сміта виходить теорема про будову скінченнопороджених абелевих груп, а якщо {\displaystyle R=F[t]} — кільце многочленів над алгебрично замкнутим полем {\displaystyle F}, то з неї можна вивести теорему про жорданову форму лінійного оператора.